# تنگنا (نمایش‌نامه)
تنگنا نام یک نمایش‌نامه اثر محمود دولت‌آبادی می‌باشد. نگارش این نمایش‌نامه به سال ۱۳۴۷ و انتشار آن در سال ۱۳۴۹ می‌باشد.